# Selvmordskriger
Selvmordskrigere var mænd, der ganske undtagelsesvis og af individuelle grunde valgte at søge døden på slagmarken og blive en legende i stammen.:18  Både blandt arapahoer,:75  comancher, lakotaer, cheyenner og crower fandtes der unge mænd, der skilte sig markant ud ved frivilligt at træde frem som selvmordskrigere.:61 
Hver dag i tiden op til sin indfrielse af løftet om at dø i kamp skridtede en selvmordskriger gerne lejren af til hest med ansigtet malet og iklædt sit bedste tøj.:194  Da selvmordskrigere kun havde kort tid igen, blev de lovprist i lejren:195  og nød privilegier uopnåelige for andre.

## Grunde til at blive selvmordskriger
Crowen Cottontail besluttede at blive selvmordskriger, da han ikke kunne deltage i kammeraternes aktiviteter mere efter at have fået et stift knæ som følge af et pileskud.:331  En anden crow, skønt ellers godt stillet, traf valget for at slippe ud af en ubærlig sorg over farens død.:18 

## Familiens reaktioner
Mødre og søstre til selvmordskrigere begræd gerne disses valg og mindede dem om de glæder i livet, de tidligere havde nydt.:331  Når krigeren til sidst gjorde sig klar til at ride ud for at indfri sit løfte, tryglede de ham ofte om at blive i lejren.:19 

## Kendte selvmordskrigere

### Arapahoen Flat War Club
Flat War Club afgav et løfte om at kæmpe til døden under et fællesangreb med cheyennerne på en lejr kiowaer i 1838. Til gengæld sikrede han sig ret til at kunne tage sig friheder med cheyennernes unge kvinder på hele turen ned til kiowaerne.:76 
Under slaget ved Wolf Creek sørgede Flat War Club for altid at være tættest på fjenderne, og han blev dræbt ude i floden af kiowaerne under et forsøg på at redde en hesteløs cheyenne.:80 

### Cheyennerne Left Hand og Stands on the Hill
Engang i første halvdel af 1800-tallet afgav Left Hand og Stands on the Hill af ukendte grunde et løfte om at angribe nogle indianske fjender igen og igen, til de faldt.:61 
Sammen med en bereden krigsgruppe red de to selvmordskrigere frem mod en lejr pawnees et sted ved Arkansas River. Da de nærmede sig fjendens tipier, skilte Left Hand og Stands on the Hills sig ud og angreb lejrens fremskudte forsvar alene. Den ene kriger vædrede en hest og blev skudt af en pawnee. Mens han hang på sit ridedyr, vendte dette omkring i løb. Andre cheyenner indfangede hesten og ledte den og dens sårede rytter tilbage til hovedgruppen. Her faldt krigeren død af sin hest.:62 
Den anden selvmordskriger red imens helt ind i pawnee-lejren og prøvede at udføre krigerbedrifter under ridtet. Han nåede at passere mange tipier, før han også blev ramt.:63 
Efter de to selvmordskrigeres stunt udspillede der sig en kamp mellem resten af cheyennerne og pawnee-lejren.:63 

### Crowerne Rabbit Child og Screech Owl: Tocrazy dogs wishing to die
Crowerne betegner en selvmordskriger som en ”crazy dog”:27  eller en ”crazy dog wishing to die”.:331 
En crow selvmordskriger bar specielle kendetegn, når han viste sig frem i lejren. Han var gerne iført rødt skindtøj og bar også et langt, slæbende skærf i rødt. Visse unge mænd og kvinder ville gribe fat i enden af skærfet og lade sig føre rundt mellem tipierne af selvmordskrigeren. Mændene lovede derved at kæmpe i det samme slag som ham på ordinær vis og bevidne hans bedrift. For kvinder var det et tilsagn om at give sig hen til ham.:19 
En crazy dog bar en rangle og brød ofte ud i sange om sin længsel efter at fuldføre sin mission,:113  ligesom han gerne stoppede undervejs på sine ture rundt i lejren og dansede på stedet.:19 
Et særligt kendetegn ved en crazy dog wishing to die var, at han snakkede og forstod alting ”omvendt”. Et tilbud til ham om at spise ved en tipi ville få ham til at ride forbi den, mens han ville sidde af og danse efter en opfordring om at blive i sadlen og lade være med at danse. Ved at gøre alting omvendt ville han på selve kampdagen opfatte sin families tryglende bønner om ikke at kaste sit liv bort på slagmarken som en opfordring til at gøre præcis dette.:19 
Rabbit Child svor at blive selvmordskriger en vinter, efter at han dårligt kunne bevæge sig gennem de dybe snedriver med et stift ben.:19  Foråret og en del af sommeren var gået, da Screech Owl meddelte lejren sin beslutning om at følge Rabbit Childs eksempel.:33 
En dag opdagede lejren en krigsgruppe siouxer ved et lille tilløb til Yellowstone River, Fly Creek, i Montana. Siouxerne søgte dækning bag den slyngede bæks høje, bratte sider. Beskyttet af brinkerne og højt græs på bredderne affyrede de skud mod enhver crow fra lejren, der nærmede sig.:36 
Rabbit Child og Screech Owl aftalte at angribe de omringede siouxers stærkeste positioner på samme tid. Når fjenderne havde tømt deres geværer mod de to selvmordskrigere, skulle resten af crowerne storme frem og afslutte kampen.:37  Taktikken lykkedes. Hvor de to selvmordskrigere var faldet, rejste crowerne varder. Ligene blev bragt hjem til lejren.:38 
Rabbit Childs mor sørgede længe over sønnens død og tog det skindindhyllede lig med fra lejrplads til lejrplads. Hver aften søgte hun op på en høj i nærheden af tipierne og græd til ud på natten. Hun stoppede først, da lejrens ledere overtalte hende til endelig at lade sønnen hvile i fred.:38 